# 筑前橋

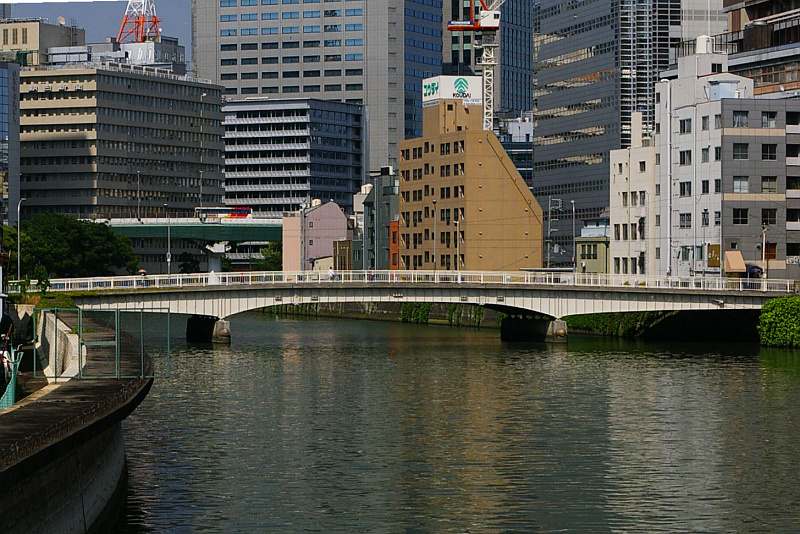
筑前橋

筑前橋（ちくぜんばし）は、大阪市の土佐堀川に架かる市道筑前橋筋線の橋。
大阪市北区中之島3丁目・4丁目と西区土佐堀1丁目の間を結んでいる。
橋の北側には国立国際美術館と大阪市立科学館がある。

## 歴史
- 江戸時代初期 最初の橋が架橋される。江戸時代を通じて、架橋地点は現在地より一筋上流側だった。
  - 橋の北側にあった福岡藩（筑前藩、黒田藩）蔵屋敷の便を図って架けられた私設橋で、筑前殿橋とも呼ばれた。橋の北詰の石段が砥石で出来ており、近隣住民らが筑前橋北詰の石段で刃物を研いでいたという逸話がある。
- 明治初期 田蓑橋と対になる現在地へ架け替えられる。
- 1885年（明治18年） 淀川大洪水により流失。木橋にて再建。
- 1932年（昭和7年） 現在の橋に架け替えられる（施工 汽車製造(株)）。

## 仕様

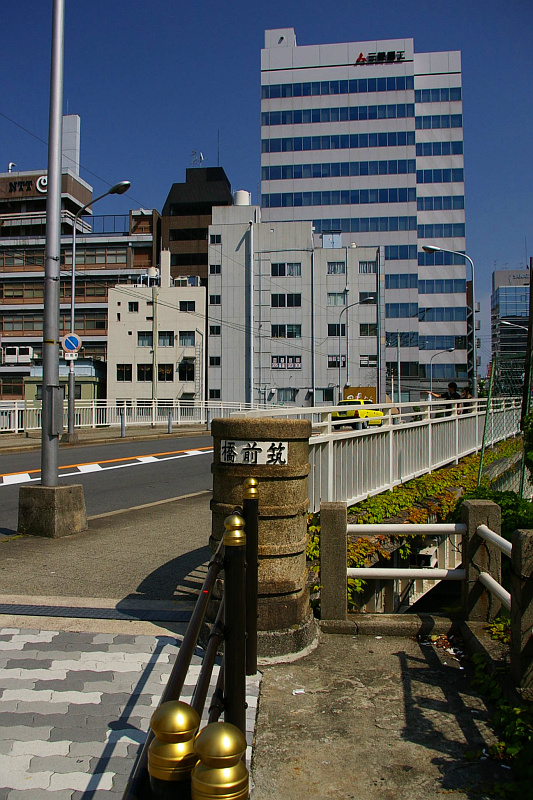
筑前橋

- プレートガーダー 鋼橋。
- 橋長69.0m、幅14.6m。
- 中央部の径間は29.0m。

## 周辺施設
- 肥後橋（土佐堀川 1つ上流の橋）
- 常安橋（土佐堀川 1つ下流の橋）
- 中之島
- 大阪市立科学館
- 国立国際美術館
- 関西電力 本店
- 三菱重工業 関西支社

## 交通アクセス

### バス
- 大阪シティバス 75系統 田蓑橋 徒歩1分

### 鉄道
- Osaka Metro 肥後橋駅 徒歩5分
- 京阪中之島線 渡辺橋駅 徒歩5分